# Euseius brevifistulae
Euseius brevifistulae är en spindeldjursart som beskrevs av Wolfgang Karg 1997. Euseius brevifistulae ingår i släktet Euseius och familjen Phytoseiidae. Inga underarter finns listade i Catalogue of Life.